# Poecilium ahenum
Poecilium ahenum är en skalbaggsart som beskrevs av Holzschuh 2007. Poecilium ahenum ingår i släktet Poecilium och familjen långhorningar. Inga underarter finns listade i Catalogue of Life.